# GAZ-63
Der GAZ-63 (russisch ГАЗ-63) ist ein leichter Lastkraftwagen mit Allradantrieb des sowjetischen Fahrzeugherstellers Gorkowski Awtomobilny Sawod. Er ist eine Entwicklung aus der Zeit vor dem Zweiten Weltkrieg und basiert auf dem GAZ-51, der jedoch nicht über Allradantrieb verfügt.

## Modellgeschichte

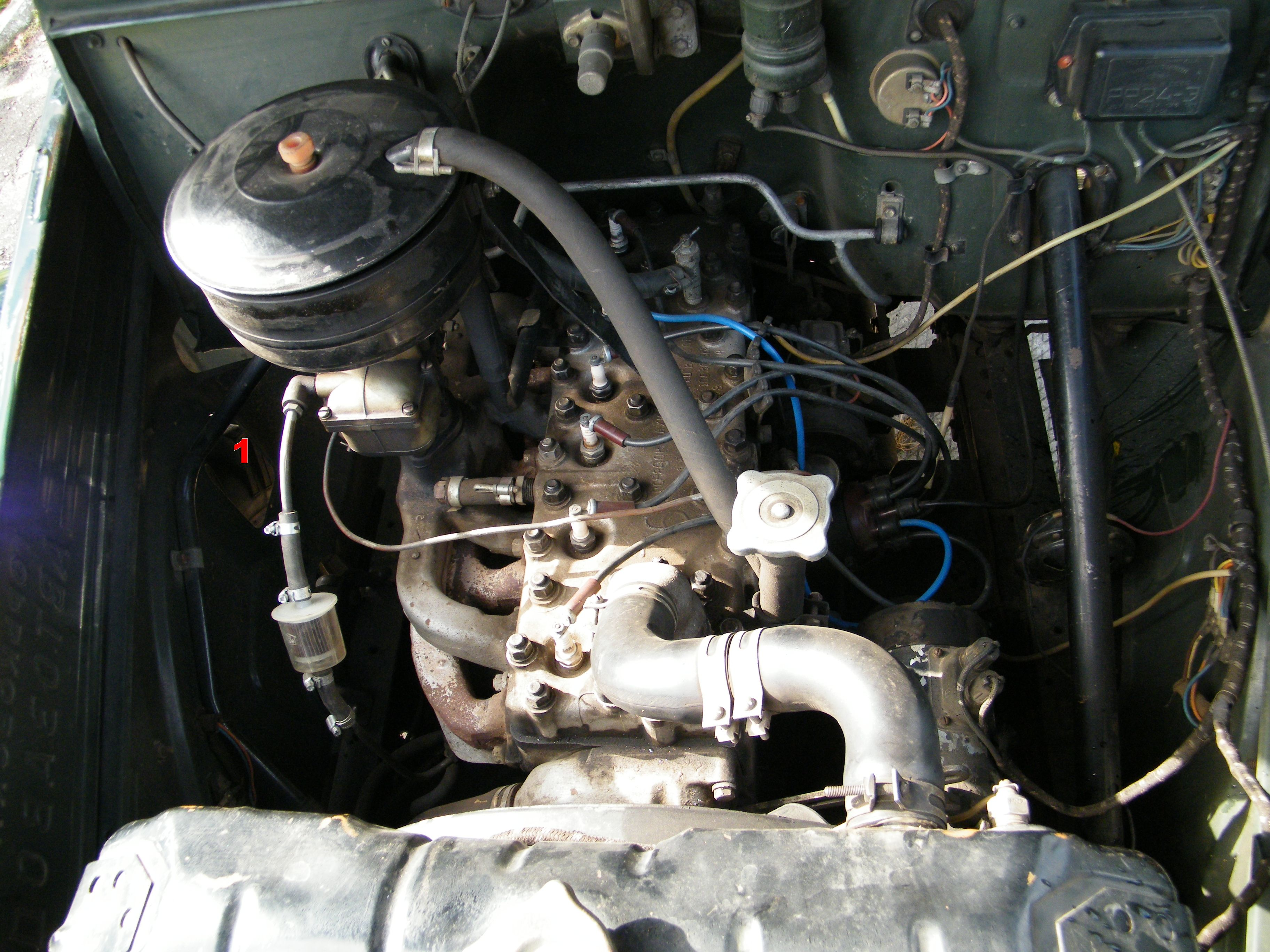
Motorraum eines GAZ-63 (2012)

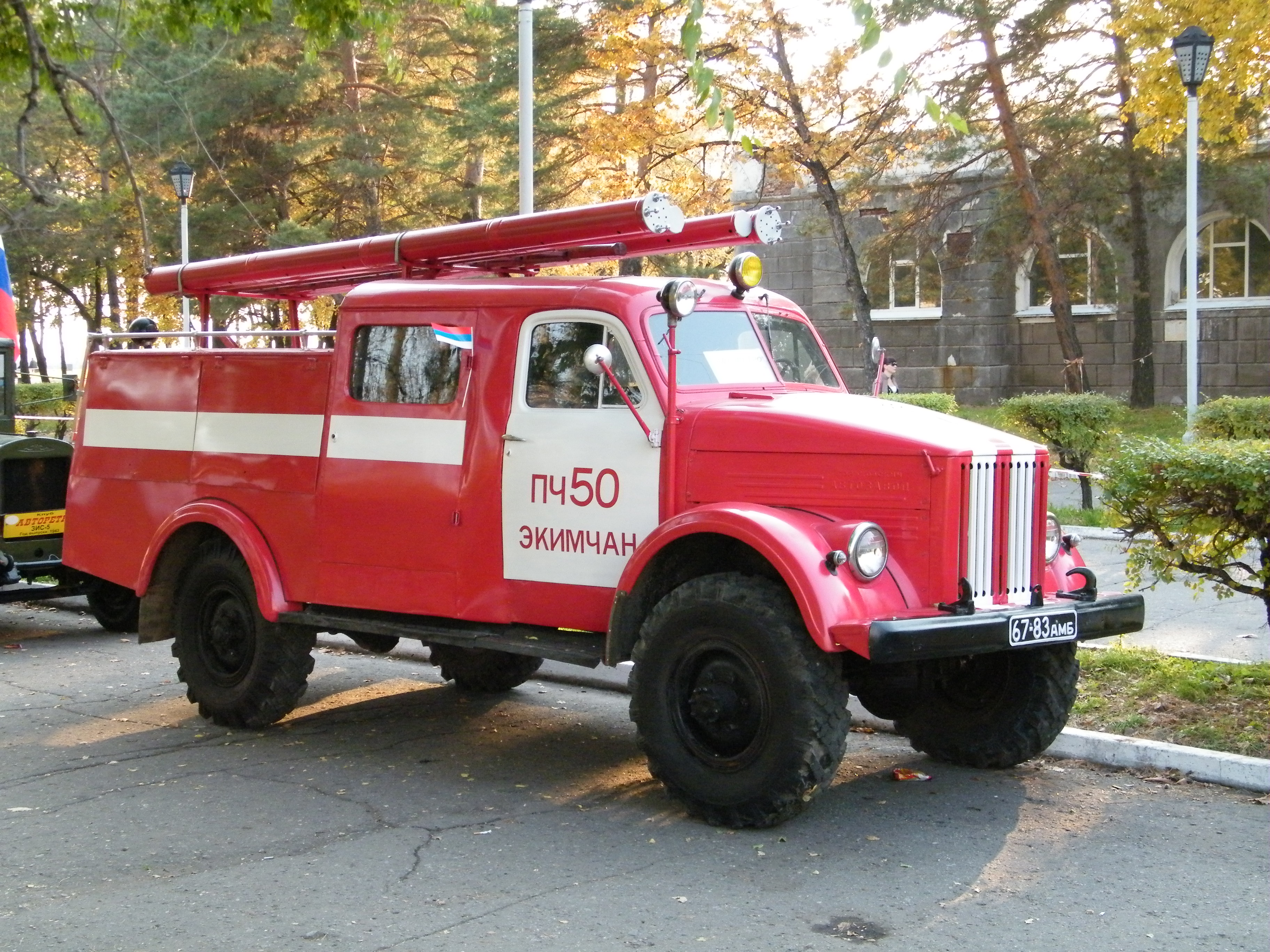
GAZ-63 als Feuerwehrfahrzeug mit Doppelkabine (2011)

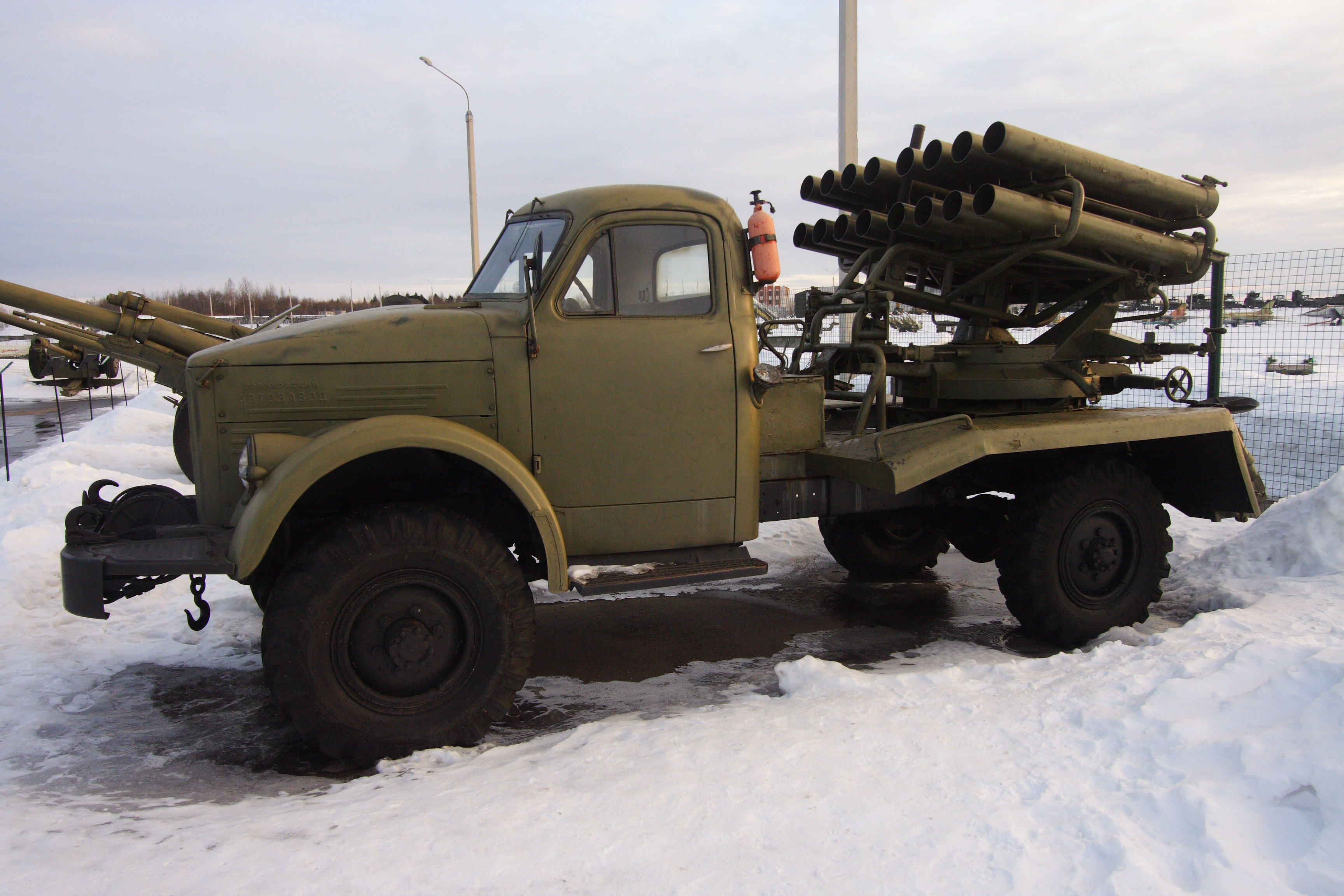
GAZ-63 mit Geschosswerfer BM-14 in einem Museum (2011)

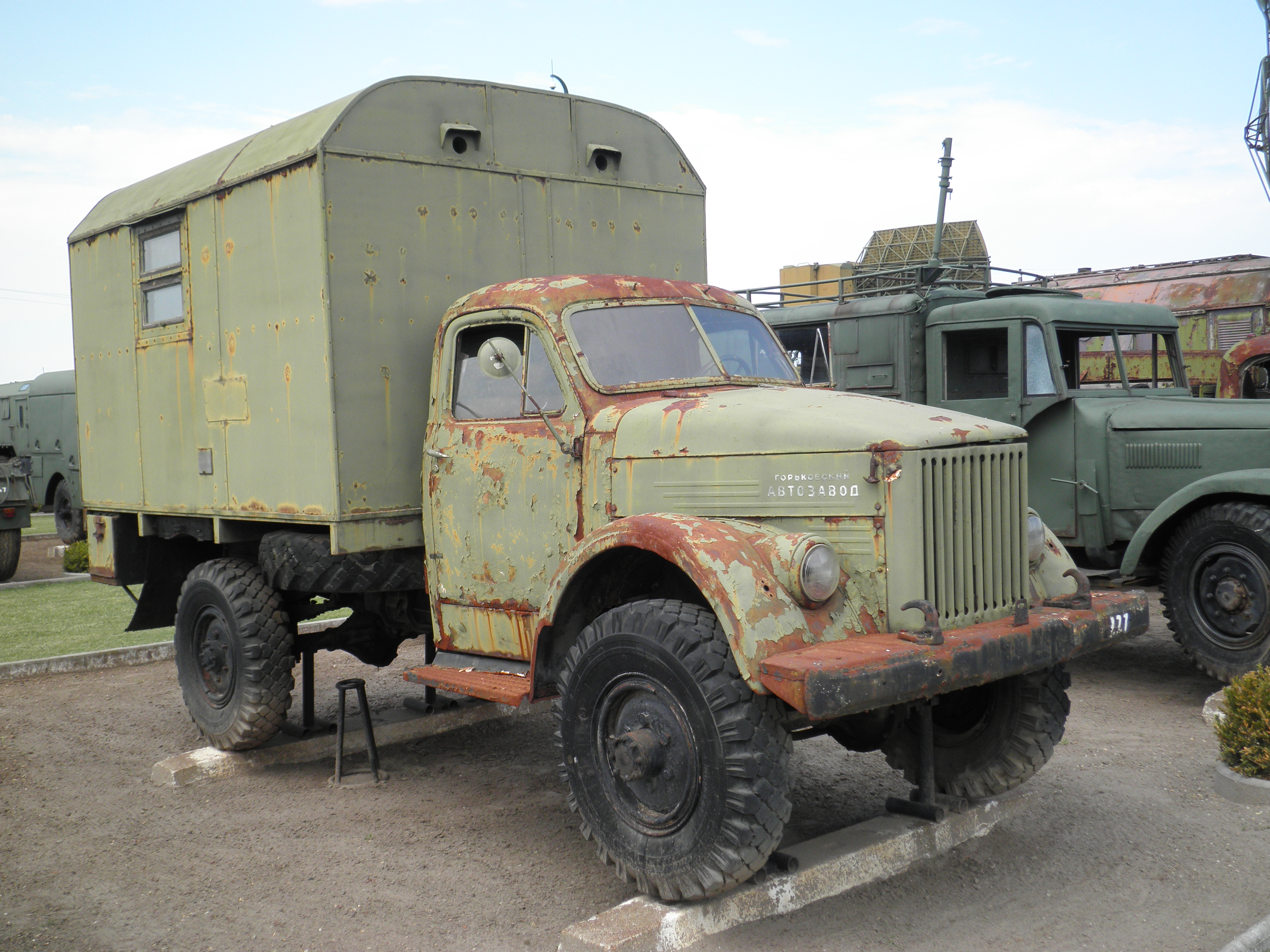
GAZ-63 aus den ehemaligen Beständen der ungarischen Armee (2011)

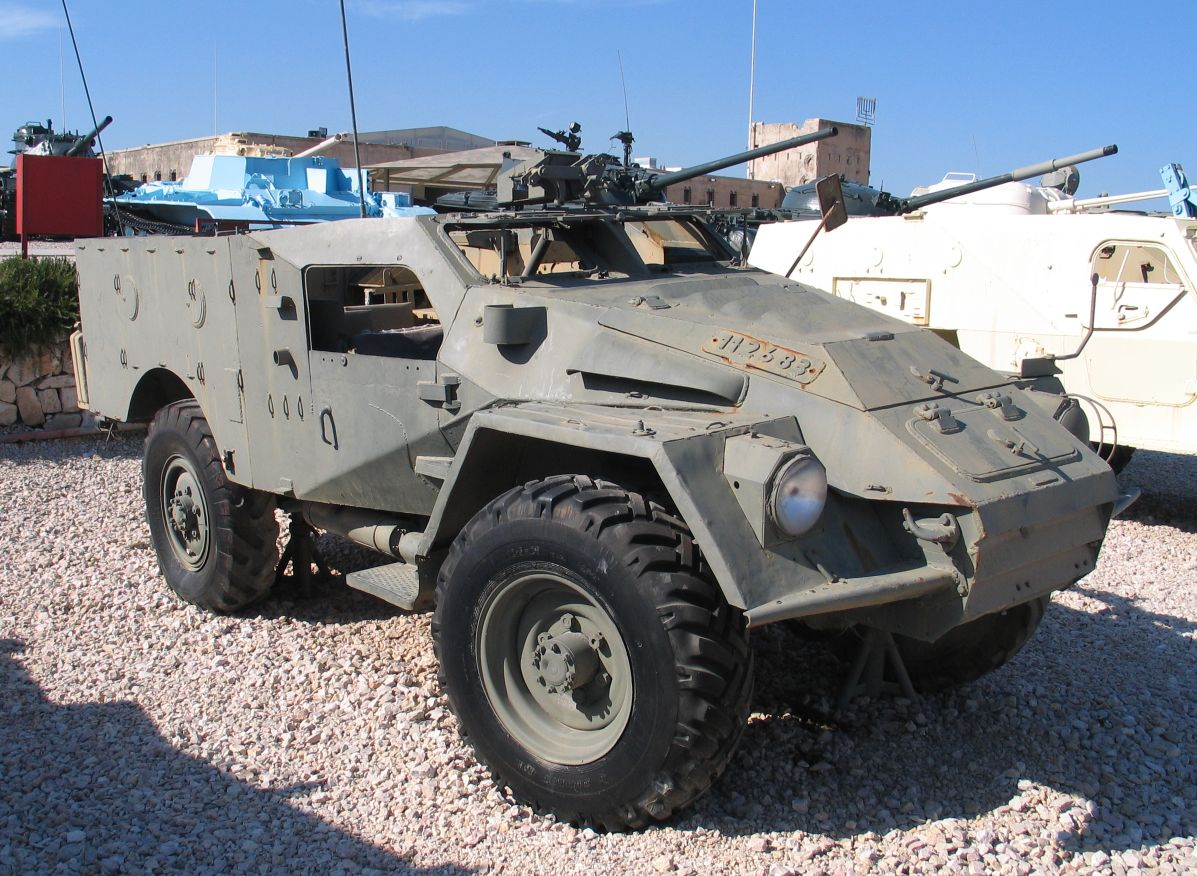
Ein BTR-40 in einem Museum in Israel (2005). Das Fahrzeug basiert auf dem GAZ-63

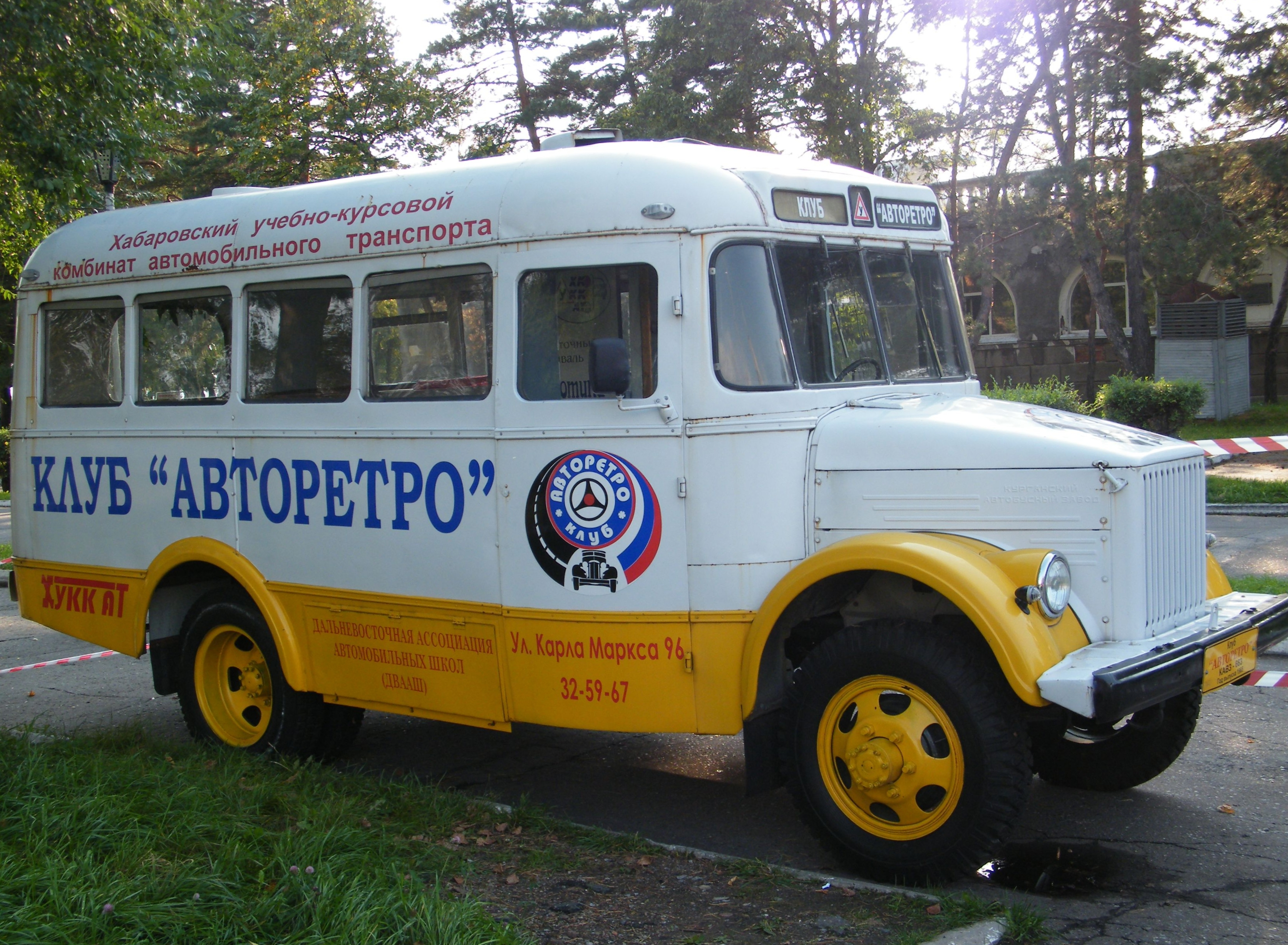
Ein KAwZ-663-Allradbus (2012). Das Fahrzeug nutzt Fahrgestell, Antriebstechnik und Teile der Karosserie des GAZ-63

Die Entwicklung des GAZ-63 geht zurück bis in das Jahr 1940, in dem der GAZ-62 gebaut wurde. Dieses Fahrzeug war ein Prototyp eines Allradlastwagens, der noch auf dem GAZ-MM basierte und kriegsbedingt nie in Serie gebaut wurde. Im Vergleich zum späteren Serienmodell wurde allerdings schon der gleiche Motor verbaut, damals jedoch noch als „GAZ-11“ bezeichnet. Der seitengesteuerte Sechszylinder-Ottomotor wurde vor dem Zweiten Weltkrieg unter anderem im GAZ-11-73-Personenwagen verbaut. Nach dem Krieg fand er noch etwa 40 Jahre Anwendung in leichten Lastkraftwagen, darunter im GAZ-52. Die Entwicklung und Erprobung des GAZ-62 war 1940 abgeschlossen, jedoch wurden die Arbeiten am Fahrzeug kriegsbedingt unterbrochen.
Im Februar 1943 wurde die Arbeit an dem Projekt wieder aufgenommen. Im November des gleichen Jahres legte eine Gruppe von Konstrukteuren einen neuen Entwurf vor, in den viele Merkmale des Studebaker US6 einflossen, welcher im Zuge des Lend-Lease-Acts in großen Mengen in die Sowjetunion kam. Neu waren insbesondere die komplett überarbeitete Fahrerkabine und die große Einzelbereifung an der Hinterachse. Der Vorderradantrieb war abschaltbar ausgelegt und das Getriebe wurde vom GAZ-51 übernommen.
Im Jahr 1945 fertigte man zu Probezwecken eine Nullserie der neuen Fahrzeuge. Die tatsächliche Serienproduktion begann Ende September 1948. In der Zwischenzeit wurde der Entwurf verfeinert und eine möglichst große Anzahl der Bauteile so gestaltet, dass sie baugleich mit denen des GAZ-51 waren. Die Übereinstimmung der beiden Fahrzeuge lag letztlich bei etwa 80 %. Bis 1950 wurden die Lastwagen noch mit Fahrerhäusern ausgeliefert, die zum Teil aus Holz aufgebaut waren. Danach ging man zur Ganzmetallbauweise über.
Über die Zeit hinweg wurden die Fahrzeuge einer Modellpflege unterzogen: Ab 1952 wurde eine Heizung verbaut, die Motoren erhielten später eine Vorwärmeinrichtung. Am Lastwagen wurde ein hydraulisches Bremssystem mit Trommelbremsen an allen Rädern verbaut. Auch eine Modellversion mit Frontseilwinde wurde in Serie produziert. Nach zwanzig Jahren Bauzeit endete im Sommer 1968 die Produktion nach 474.464 Exemplaren. Nachfolger wurde der GAZ-66, der noch bis 1999 hergestellt wurde.
Der GAZ-63 wurde in der Sowjetarmee als Transportfahrzeug verwendet, aber auch für Spezialaufbauten wie den Geschosswerfer BM-14. Auch in die DDR wurden die Fahrzeuge importiert. Sie kamen sowohl bei den bewaffneten Organen als auch beim Wiederaufbau zum Einsatz. Die Nationale Volksarmee nutzte ihn ab 1952 mit Kofferaufbau als Spezialfahrzeug für die Nachrichtenübertragung.

## Modellvarianten
Während der Bauzeit von 20 Jahren gab es am Fahrzeug immer wieder Veränderungen und Verbesserungen, die als eigene Modellversionen bezeichnet wurden. Die nachfolgende Liste erhebt keinen Anspruch auf Vollständigkeit.
- GAZ-63 – Basismodell, das ab 1948 in Serie gebaut wurde.
- GAZ-63U – Exportvariante des Grundmodells
- GAZ-63Ju – Exportmodell für tropische Gebiete
- GAZ-63A – Das Fahrzeug wurde zusätzlich mit einer Frontseilwinde ausgerüstet. Das Leergewicht stieg auf 3520 kg an.
- GAZ-63AU – Modellversion des GAZ-63A, welche für den Export bestimmt war
- GAZ-63AJu – Exportversion speziell für tropische Gebiete, mit Seilwinde ausgestattet
- GAZ-63D – Sattelzugmaschine, die in Kombination mit Kippaufliegern des Typs GAZ-707 betrieben wurde. Mittels Zapfwelle wurde der Kippmechanismus angetrieben. Gebaut von 1959 bis 1968, die Hinterachse ist doppelt bereift.
- GAZ-63E (russisch ГАЗ-63Е) – Fahrgestell, auf dem in anderen Werken Busse aufgebaut wurden.
- GAZ-63EU – Fahrgestell in Exportversion
- GAZ-63P – Sattelzugmaschine, die von 1958 bis 1968 hergestellt wurde und ebenfalls über eine doppelt bereifte Hinterachse verfügt. Zusätzlich wurde das Fahrzeug mit einem zweiten Kraftstofftank ausgestattet, sodass insgesamt 195 l Benzin mitgeführt werden können.
- GAZ-63E (russisch ГАЗ-63Э) – Modell mit geschirmter Elektrik
- GAZ-63EU – Exportmodell mit geschirmter Elektrik
- GAZ-63EJu – Exportmodell mit geschirmter Elektrik, speziell für tropische Gebiete konzipiert
- GAZ-33 – Prototyp einer dreiachsigen Version von 1946, eine Serienfertigung erfolgte nicht.
- GAZ-68 – Auch als KSP-68 bezeichnet, ein Prototyp von 1944 mit auf der Ladefläche montierter 68-mm-Kanone. Eine Serienfertigung unterblieb jedoch, im Krieg wie auch danach.

Neben den genannten Fahrzeugen wurden Feuerwehrfahrzeuge auf Basis des GAZ-63 gebaut. Ausgehend vom GAZ-63 wurde der Schützenpanzer BTR-40 entwickelt und auf Basis des Fahrgestells des GAZ-63 wurde der Allrad-Bus KAwZ-663 gefertigt. Außerdem nutzte die Sowjetarmee das Fahrzeug als Basis für den Geschosswerfer BM-14.

## Technische Daten
Für das Grundmodell GAZ-63.
- Motor: Sechszylinder-Ottomotor
- Motortyp: „GAZ-51“
- Leistung: 70 PS (51 kW)
- Hubraum: 3480 cm³
- Verdichtung: 6,2:1
- maximales Drehmoment: 201 Nm
- Tankinhalt: 95 oder 105 l
- Verbrauch: 25 l/100 km
- Getriebe: manuelles Viergang-Schaltgetriebe, zweistufige Geländeuntersetzung
- Höchstgeschwindigkeit: 65 km/h
- maximal befahrbare Steigung: 28°
- Wattiefe: 0,8 m
- Antriebsformel: 4×4

Abmessungen und Gewichte
- Länge: 5525 mm
- Breite: 2200 mm
- Höhe: 2245 mm (über Kabine), 2810 mm[3] (über Plane)
- Radstand: 3300 mm
- Spurweite vorne: 1588 mm
- Spurweite hinten: 1600 mm
- Bodenfreiheit: 270 mm
- Wendekreis: 17,4 m
- Leergewicht: 3280 kg
- zulässiges Gesamtgewicht: 5350 kg
- Zuladung: 2000 kg, 1500 kg im Gelände
- zulässige Anhängelast: 2000 kg